# Lawrence Olson
Lawrence Olson ( * 7 de mayo de 1918 - 17 de marzo de 1992) fue un historiador estadounidense especializado en Historia de Japón, que prestó sus servicios como catedrático de Historia en la Universidad Wesleyana. En 1987, el gobierno de Japón le honró con la condecoración Order of the Sacred Treasure -Orden del Tesoro Sagrado-, el más alto honor que se le otorga a un extranjero, en reconocimiento a sus esfuerzos para incrementar la conciencia de Japón en los Estados Unidos. Fue catedrático de Historia en la Universidad Wesleyana.

## Los primeros años
Nacido el 7 de mayo de 1918 en Memphis, Tennessee, Olson creció en Misisipi y recibió su preparación universitaria en la Universidad de Misisipi, en la que se graduó en 1938. Completó un Máster en Bellas Artes en la Universidad Harvard en 1939 y tras la interrupción que supuso la Segunda Guerra Mundial, consiguió su doctorado allí en 1955. Durante la Segunda Guerra Mundial, Olson se graduó en la Escuela de Lengua Japonesa de la Marina de Estados Unidos de Boulder, Colorado. Sirvió en la inteligencia naval como teniente en la Unidad de radio de la flota del Pacífico en Pearl Harbor, Hawái. Esta unidad interceptaba e intentaba descifrar los mensajes militares codificados japoneses.

## Carrera académica
Tras el final de la guerra, Olson trabajó para la Agencia Central de Inteligencia en Washington D. C. entre 1948 y 1950, y sirvió como agregado cultural en la Embajada de EE. UU. en Manila, desde 1951 hasta 1952, antes de terminar su PhD en Harvard. En 1955, se incorporó al Personal de Campo de las universidades estadounidenses: una fundación educativa dirigida a proporcionar estudios en profundidad sobre la sociedad extranjera contemporánea. Vivió en Japón durante la mayoría de los doce años siguientes, sirviendo inicialmente como personal asociado con el cuerpo. Desde 1962 a 1966 fue un asociado de personal sénior. Él y su familia y también conservaron un hogar en Mánchester, Massachusetts durante ese período. Regresó a los Estados Unidos para ocupar un puesto académico.
Olson fue responsable del desarrollo del programa en estudios asiáticos en la Universidad Wesleyana, Middletown, Connecticut. Sirvió en la facultad de la escuela desde 1966 hasta su jubilación en 1986. Continuó su trabajo erudito tras la jubilación y su último libro, Ambivalent Moderns: Portraits of Japanese Cultural Identity, fue publicado en el mes en que murió.
Olson escribió muchas obras acerca de cuestiones sociales, políticas y económicas que afrontaba Japón durante ese período. Su trabajo fue una lectura importante para los oficiales del gobierno de EE. UU. y para quienes se preocupaban por mantener una política hacia Japón. También dio conferencias sobre Japón de forma extensiva.
Olson murió de cáncer en su hogar de Washington D. C. el 17 de marzo de 1992.

## Obras
Además de su libro Ambivalent Moderns: Portraits of Japanese Cultural Identity (1992), fue autor de Dimensions of Japan (1963) y Japan in Postwar Asia (1970), así como de una antología de poesía, The Cranes on Dying River and Other Poems (1947). Olson conocía la importancia del lenguaje y la historia en el estudio de Asia oriental y trató sobre ellas en sus propios escritos y enseñanzas sobre Japón.

## Premios y distinciones
- Fue condecorado en 1987 por el Gobierno de Japón con la Order of the Sacred Treasure -Orden del Tesoro Sagrado- en reconocimiento de su papel en extender el conocimiento de Japón en los Estados Unidos.